# Hale, Surrey
Hale är en del av en befolkad plats i Storbritannien.   Den ligger i grevskapet Surrey och riksdelen England, i den södra delen av landet, 60 km sydväst om huvudstaden London. Hale ligger 108 meter över havet och antalet invånare är 15 657.
Terrängen runt Hale är platt. Runt Hale är det tätbefolkat, med 343 invånare per kvadratkilometer. Närmaste större samhälle är Aldershot, 2,7 km nordost om Hale. I omgivningarna runt Hale växer i huvudsak blandskog.